# Pieter Albert Vincent van Harinxma thoe Slooten

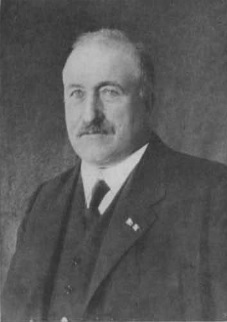
P.A.V. baron van Harinxma thoe Slooten

Pieter Albert Vincent baron van Harinxma thoe Slooten (Beetsterzwaag, 22 oktober 1870 - aldaar, 5 augustus 1954) was Commissaris van de Koningin in de provincie Friesland.

## Levensloop
Van Harinxma studeerde rechten te Leiden waar hij in 1894 promoveerde. Hij begon zijn carrière als advocaat te Leeuwarden en werd in 1903 ambtenaar op het ministerie van Justitie. In 1909 volgde hij zijn vader, Binnert Philip van Harinxma thoe Slooten op als commissaris van de koningin in Friesland.

## Commissaris van de Koningin van Friesland direct na de Oorlog
Na de bevrijding in 1945 ontstond er op het Friese provinciehuis een aparte situatie. Mede op advies van het verzet had de regering in Londen Commissaris Van Harinxma thoe Slooten op non-actief gezet en oud-gedeputeerde A.W. Haan als waarnemer aangewezen. Harinxma weigerde echter zijn werk neer te leggen, ook nadat het Militair Gezag hem nogmaals een verbod had opgelegd.
Hij kon niet geloven dat zijn tactische aanblijven tijdens de oorlog zo zou worden beloond en wenste niet zelf ontslag te nemen. In november 1945 werd hij ontslagen. Eervol, maar zonder afscheid.

## Betrokkenheid bij Fries en Friesland
Van Harinxma was zeer betrokken bij "zijn" provincie. Hij was een grote stimulans voor de ontwikkelingen op waterstaatkundig gebied in Friesland. Uit waardering voor dat werk werd een belangrijke scheepvaartroute in de provincie naar hem genoemd: het Van Harinxmakanaal. Met de Friese taal had Van Harinxma niet zoveel op, maar het Nederlands dat hij zelf sprak was nogal regionaal gekleurd. Van hem is een anekdote bekend, waarin hij tegen een nieuwkomer in de Provinciale Staten zei: "Wy bin hier went om geen Fries maar Nederlands te praten".